# Campeonato Mundial de Patinaje Artístico sobre Hielo de 1960
El LI Campeonato Mundial de Patinaje Artístico se realizó en Vancouver (Canadá) entre el 1 y el 5 de marzo de 1960 bajo la organización de la Unión Internacional de Patinaje sobre Hielo (ISU) y la Federación Canadiense de Patinaje sobre Hielo. 

## Resultados

### Masculino
| Puesto | Nombre         | País    | Puntos |
| ------ | -------------- | ------- | ------ |
| Oro    | Alain Giletti  | Francia | 9      |
| Plata  | Donald Jackson | Canadá  | 12     |
| Bronce | Alain Calmat   | Francia | 23     |

### Femenino
| Puesto | Nombre           | País           | Puntos |
| ------ | ---------------- | -------------- | ------ |
| Oro    | Carol Heiss      | Estados Unidos | 9      |
| Plata  | Sjoukje Dijkstra | Países Bajos   | 19     |
| Bronce | Barbara Roles    | Estados Unidos | 26     |

### Parejas
| Puesto | Nombre                              | País                | Puntos |
| ------ | ----------------------------------- | ------------------- | ------ |
| Oro    | Barbara Wagner / Robert Paul        | Canadá              | 9      |
| Plata  | Maria Jelinek / Otto Jelinek        | Canadá              | 21     |
| Bronce | Marika Kilius / Hans-Jürgen Bäumler | Alemania Occidental | 24     |

### Danza en hielo
| Puesto | Nombre                                | País        | Puntos |
| ------ | ------------------------------------- | ----------- | ------ |
| Oro    | Doreen Denny / Courtney Jones         | Reino Unido | 7      |
| Plata  | Virginia Thompson / William McLachlan | Canadá      | 16     |
| Bronce | Christiane Guhel / Jean-Paul Guhel    | Francia     | 22     |

## Medallero
| Núm. | País                | Oro | Plata | Bronce | Total |
| ---- | ------------------- | --- | ----- | ------ | ----- |
| 1    | Canadá              | 1   | 3     | 0      | 4     |
| 2    | Francia             | 1   | 0     | 2      | 3     |
| 3    | Estados Unidos      | 1   | 0     | 1      | 2     |
| 4    | Reino Unido         | 1   | 0     | 0      | 1     |
| 5    | Países Bajos        | 0   | 1     | 0      | 1     |
| 6    | Alemania Occidental | 0   | 0     | 1      | 1     |
|      | TOTAL               | 4   | 4     | 4      | 12    |

| Predecesor: Estados Unidos 1959 | Campeonato Mundial de Patinaje Artístico sobre Hielo 1960 | Sucesor: 1961 suspendido a causa de un accidente aéreo del equipo estadounidense. Checoslovaquia 1962 |

- Datos: Q250318